# Gigan
Gigan (ガイガン, Gaigan) is een kaiju uit drie van de Godzilla-films van de Japanse filmstudio Toho. Hij maakte zijn debuut in Godzilla vs. Gigan.
Gigan is een cybernetisch monster. Hij wordt vaak gezien als een van Godzilla’s gewelddadigste tegenstanders. Dit maakt dat hij een grote schare fans heeft.

## Uiterlijk
In de eerste twee films was Gigan een groen/grijs monster met een rood oog midden op zijn voorhoofd. Hij loopt rechtop. Hij heeft op zijn torso een soort zaag, en zijn handen zijn twee metalen haken. Op zijn rug heeft hij een grote vin. Zijn kop heeft een snavel met aan de zijkanten twee slagtanden.
Voor de film Godzilla: Final Wars onderging Gigan een grote verandering qua uiterlijk. Hij werd nog robotachtiger van vorm, kreeg een grijze kleur, en zijn handen waren nu zagen.

## Film en tv-optredens
Gigan deed voor het eerst mee in de film Godzilla vs. Gigan, waarin hij naar de aarde werd geroepen door de Nebula M Space Hunters, een buitenaards alienras. Samen met King Ghidorah moest hij Tokio vernietigen. De twee werden geconfronteerd door Godzilla en Anguirus, die de twee van de aarde verdreven.
Een jaar later, in Godzilla vs. Megalon, werd Gigan door de Nebulans wederom naar de aarde gestuurd. Ditmaal om het volk van het onderzeese rijk Seatopia te helpen bij hun aanval op de mensheid. Ditmaal werkte Gigan samen met Megalon, en vocht tegen Godzilla en Jet Jaguar. Toen hij dreigde te verliezen, verliet Gigan de aarde en liet Megalon aan zijn lot over.
Gigan had een gastrol in een aflevering van de televisieserie Zone Fighter. Hierin bevocht hij de held Zone Fighter en Godzilla. In deze aflevering slaagde Godzilla erin om Gigan definitief te vernietigen.
Een nieuwe, aangepaste versie van Gigan was een van Godzilla’s vele tegenstanders in Godzilla: Final Wars. Bij hun eerste treffen kon Godzilla Gigan makkelijk verslaan, maar de cyborg keerde later weer terug toen Godzilla met Monster X in gevecht was. Mothra nam daarom Godzilla’s plaats in, en wist Gigan te verslaan.

## Krachten en vaardigheden
- Haken: Gigans voorarmen bevatten metalen haken in plaats van handen. Gigan kan met deze haken zijn tegenstanders zwaar toetakelen. In Godzilla: Final Wars had hij messen in plaats van haken.

- Vliegen: Gigan kan vliegen met snelheid van Mach 3. Hij gebruikt dit vooral om van a naar b te komen, en vliegt bijna nooit in een gevecht.

- Kettingzaag: Gigan heeft een kettingzaag over zijn gehele torso. De zaag is gemaakt van een onbekend metaal, en is sterk genoeg om zelfs Godzilla te verwonden.

- Kabels: Gigan kon in Godzilla: Final Wars twee kabels afvuren om zijn tegenstander te vangen.

- Messchijven: De Gigan uit Godzilla: Final Wars kon twee messcherpe schijven afvuren vanuit zijn torso. Mothra gebruikte deze schijven echter tegen Gigan om hem te onthoofden.

- Laser: Gigans oog kan een laser afvuren.

- Teleportie: een gave die Gigan in veel van de Godzilla-videospellen bezit.

- Vlammenwerper: Gigan beschikt over een vlammenwerper in twee van de Godzillaspellen.

## Media

### Filmografie
- Godzilla vs. Gigan (1972)
- Godzilla vs. Megalon (1973)
- Zone Fighter televisieserie (1973) (aflevering 11: In the Twinkling of an Eye: The Roar of Godzilla!)
- Godzilla: Final Wars (2004)

### Spellen
- Godzilla: Monster of Monsters
- Godzilla Trading Battle
- Godzilla: Destroy All Monsters Melee
- Godzilla: Save the Earth

### Andere media
- Gigan had een cameo in een aflevering van The Grim Adventures of Billy and Mandy.
- De gitarist Buckethead schreef een muzieknummer over Gigan.

## Trivia
- Gigan was het eerste monster dat Godzilla tot bloedens toe wist te verwonden.
- Gigan is één van drie terugkomende antagonisten van de Showa periode.